# Ботево (Монтанская область)
Ботево (болг. Ботево) — село в Болгарии. Находится в Монтанской области, входит в общину Вылчедрым. Население составляет 63 человека.

## Политическая ситуация
Кмет (мэр) общины Вылчедрым — Иван Христов Барзин (Земледельческий союз Александра Стамболийского (ЗСАС)) по результатам выборов.